# ISO 3166-2:JO
ISO 3166-2:JO – kody ISO 3166-2 dla podjednostek administracyjnych Jordanii.
Kody ISO 3166-2 to część standardu ISO 3166 publikowanego przez Międzynarodową Organizację Normalizacyjną. Kody te są przypisywane głównym jednostkom podziału administracyjnego, takim jak np. województwa czy stany, każdego kraju posiadającego kod w standardzie ISO 3166-1. 
Aktualnie (2020) dla Jordanii zdefiniowano kody dla dwunastu muhafaz
Pierwsza część oznaczenia to kod Jordanii zgodnie z ISO 3166-1, natomiast druga część oznaczenia znajdująca się po myślniku to dwuliterowy kod jednostki administracyjnej. 

## Kody ISO
| Kod ISO | Nazwa jednostki administracyjnej | Nazwa jednostki administracyjnej w języku arabskim | Nazwa jednostki administracyjnej w języku arabskim | Rodzaj jednostki administracyjnej |
| ------- | -------------------------------- | -------------------------------------------------- | -------------------------------------------------- | --------------------------------- |
| JO-AJ   | Adżlun                           | ‘Ajlūn                                             | محافظة العاصمة                                     | muhafaza                          |
| JO-AM   | Prowincja Stołeczna              | Al ‘A̅şimah                                         | محافظة العاصمة                                     | muhafaza                          |
| JO-AQ   | Akaba                            | Al ‘Aqabah                                         | محافظة العقب                                       | muhafaza                          |
| JO-AT   | At-Tafila                        | Aţ Ţafīlah                                         | محافظة الطفيلة                                     | muhafaza                          |
| JO-AZ   | Az-Zarka                         | Az Zarqā’                                          | محافظة الزرقاء                                     | muhafaza                          |
| JO-BA   | Al-Balka                         | Al Balqā’                                          | محافظة البلقاء                                     | muhafaza                          |
| JO-IR   | Irbid                            | Irbid                                              | محافظة إربد                                        | muhafaza                          |
| JO-JA   | Dżarasz                          | Jarash                                             | محافظة جرش                                         | muhafaza                          |
| JO-KA   | Al-Karak                         | Al Karak                                           | محافظة الكرك                                       | muhafaza                          |
| JO-MA   | Al-Mafrak                        | Al Mafraq                                          | محافظة المفرق                                      | muhafaza                          |
| JO-MD   | Madaba                           | Mādabā                                             | محافظة مادبا                                       | muhafaza                          |
| JO-MN   | Ma’an                            | Ma‘ān                                              | محافظة معان                                        | muhafaza                          |